# Wolfgang Rögner
Wolfgang Rögner (* 1951 in Thüringen) ist ein deutscher Dirigent und Intendant. 

## Leben
Er studierte von 1970 bis 1975 an der Hochschule für Musik Franz Liszt Weimar Dirigieren und Klavier und wurde anschließend Kapellmeister an den Theatern in Plauen und Zwickau. 1980/81 absolvierte er ein Zusatzstudium am Sankt Petersburger Konservatorium bei Arvid Jansons. Von 1985 bis 1989 wirkte er als Chefdirigent am Deutsch-Sorbischen Volkstheater in Bautzen und wurde 1986 zusätzlich First Principal Conductor am Nederlands Dans Theater. Anschließend war er seit 1989 elf Jahre Generalmusikdirektor am Theater Erfurt und Chefdirigent des Philharmonischen Orchesters Erfurt. 
Orchester wie die Staatskapelle Dresden, die Dresdner Philharmonie, die Rundfunkorchester Frankfurt/M. und Leipzig, die Bamberger Sinfoniker, die Staatsoper Vilnius und die Staatsphilharmonien von Athen und Mexiko verpflichteten ihn zu Konzerten, Aufnahmen und Musiktheaterproduktionen. Weitere Gastspiele führten ihn nach Frankreich, Italien, Österreich, Ungarn, Tschechien, Portugal, Japan und in die Schweiz. 
Im Januar 2002 wurde er Intendant und Geschäftsführer der Sorbischen National-Ensemble GmbH in Gemeinschaftsproduktion mit dem Theater Liberec. Im Mai 2010 wurde er von dieser Position beurlaubt und zuvor als GmbH-Geschäftsführer abgesetzt, obgleich sein Vertrag noch bis 2012 lief. Die Stiftung für das sorbische Volk hatte als Gesellschafter und wichtigster Geldgeber beschlossen, das Musiktheater zu verkleinern und von 107 Stellen 27 zu streichen. Rögner hatte mehrfach gesagt, dass es mit dieser Entscheidung „kein Ensemble mehr gibt, mit dem ich arbeiten kann“.
Von 2015 bis August 2018 war Wolfgang Rögner Chefdirigent des Leipziger Symphonieorchesters. Seit August 2020 ist er dessen Intendant und Geschäftsführer.

## Aufnahmen
- Klezmer chamber music: Werke von Reinhard Wolschina, Lucas Richman, Ora Bat Chaim und Ofer Ben-Amots, mit Giora Feidman und dem Leipziger Kammerorchester, Dortmund 1997
- Serbska sinfonika: Werke von Jan Pawoł Nagel, Juro Mětšk, Liana Bertók und Ulrich Pogoda, Bautzen 2010
- Sinfoniske twórby: Sinfonische Werke von Jan Pawoł Nagel, Sorbisches National-Ensemble, Bautzen 2002
- Percussion in Concert: Bamberger Sinfoniker mit Peter Sadlo, Werke für Marimba, Vibraphon und Orchester, Universal Music Vertrieb 2004
- Meisterwerke der Klassik: Philharmonisches Orchester Erfurt live (1997) mit Mozart, Haffner-Sinfonie, Schubert, Große Sinfonie in C-Dur, Erfurt 2005

## Auszeichnungen und Ehrenämter
- 1982 Diplom beim Internationalen Bela-Bartok-Seminar in Szombathely, Ungarn
- 1983 Preisträger beim IV. Internationalen Dirigentenwettbewerb des Ungarischen Rundfunks und Fernsehens
- 1984 Diplom beim Interpodium-Musikfestival in Bratislava, Slowakei
- 1996 Mitglied der Maria Callas Foundation Athen, Griechenland